# Busswil bei Melchnau
Busswil bei Melchnau est une commune suisse du canton de Berne, située dans l'arrondissement administratif de Haute-Argovie.

Photo aérienne par Walter Mittelholzer (1923)